# Симіон Куцов
Симіо́н Ку́цов (рум. Simion Cuţov; 7 травня 1952 — 1993) — румунський боксер легкої і першої напівсередньої ваги. Заслужений майстер спорту. Срібний призер Олімпійських ігор і чемпіонату світу, дворазовий чемпіон Європи з боксу. Чемпіон Румунії й Балканських країн з боксу.
Молодший брат чемпіона Європи з боксу Калістрата Куцова.

## Життєпис
Народився 7 травня 1952 року в комуні Смерданул-Ноу, жудець Бреїла, Румунія.
Першого значного успіху досяг у 1972 році, перемігши на юнацькому чемпіонаті Європи в легкій вазі. Наступного року виграв чемпіонат Румунії й чемпіонат Європи серед дорослих у Белграді (СФРЮ).
У 1974 році став переможцем першості Балканських країн. На першому чемпіонаті світу з боксу 1974 року в Гавані (Куба) вийшов у фінал змагань, де поступився представникові СРСР Василю Соломіну.
1975 року знову став чемпіоном Європи. У Катовицях (Польща) на шляху до фіналу завершив всі поєдинки достроково. Лише у фіналі переміг за очками (5:0) представника СРСР Валерія Львова.
У 1976 році на Олімпійських іграх у Монреалі (Канада) виступав у легкій вазі й дістався фіналу, де поступився американцю Говардові Девісу, тим самим здобувши срібну олімпійську медаль.
Після невдалого виступу на чемпіонаті Європи в Галле (НДР) втратив інтерес до тренувань, почав порушувати режим, зловживати алкоголем і тютюном.
На Олімпійських іграх 1980 року в Москві (СРСР) виступав у першій напівсередній вазі, вибув у першому ж колі змагань, поступившись представникові господарів змагань Серіку Конакбаєву.
Помер 1993 року від цирозу печінки.